# Kennedy Burke
Kennedy Valentine Burke (ur. 14 lutego 1997 w Burbank) – amerykańska koszykarka występująca na pozycjach rzucającej lub niskiej skrzydłowej, w okresie letnim zawodniczka Seattle Storm w WNBA.
Pochodzi z rodziny o koszykarskich tradycjach. Jej ojciec Rogelio grał na uczelni Riverside, a następnie profesjonalnie w Meksyku oraz w kadrze Panamy. Jej starsza siostra Kody była zawodniczką NC State Wolfpack.
15 kwietnia 2021 została zawodniczką Seattle Storm.

## Osiągnięcia
Stan na 31 stycznia 2022, na podstawie, o ile nie zaznaczono inaczej.

### NCAA
- Uczestniczka rozgrywek:
  - Elite 8 turnieju NCAA (2018)
  - Sweet 16 turnieju NCAA (2016–2019)
- Zaliczona do:
  - I składu:
    - defensywnego Pac-12 (2019)
    - najlepszych pierwszorocznych zawodniczek Pac-12 (2016)

  - składu honorable mention Pac-12 (2017, 2018, 2019)

### WNBA
- Zdobywczyni WNBA Commissioner's Cup (2021)[5]

### Reprezentacja
- Mistrzyni świata U–17 (2010)[6]